# Rafa Maral
Rafael María Martín Álvarez (Madrid, 4 de abril de 1974), también conocido como Rafa Maral, es un abogado, empresario, profesor y productor musical español. 

## Biografía
Nace en Madrid en 1974,  de ascendencia navarra y extremeña. Estudia Derecho en la Universidad Complutense de Madrid y Ciencias Políticas y de la Administración en la Universidad Nacional de Educación a Distancia.  Durante estos años de universidad compagina sus estudios universitarios con diferentes proyectos asociativos, musicales y empresariales y participa en las tertulias políticas que se realizaban en el Café Comercial y en la Fontana de Oro. 
Ejerce como abogado de manera ininterrumpida desde el año 1997 y en la actualidad continúa dado de alta en el Colegio de Abogados de Madrid actuando con carácter principal en la jurisdicción civil y familia.
Desde el año 2009 y hasta la actualidad desarrolla su trayectoria profesional dentro de las empresas Maral Abogados S.L., Maral Producciones Musicales S.L., Maral Análisis e Inversiones S.L. y Maral Multimedia S.L.

## Trayectoria musical
En 1992 obtiene el título de Profesor de Música en el Real Conservatorio de Música de Madrid. Esta formación la compagina con la creación de bandas de rock y los conciertos. 
En el año 1994 forma parte del grupo madrileño de rock, Fuera de Servicio, junto al guitarrista y productor J. David Fernández Leal, con el que grabará el primer disco de la cantante Patricia Aguilar.
En el año 2005 forma junto a su amigo Javier Lapeña Morón el grupo Estación Celtral. El grupo se disuelve en agosto de 2009, tras el fallecimiento de Javier Lapeña, a quien se conmemora anualmente con el Festival Solidario Javier Lapeña y la Biblioteca Municipal de Pinto, que lleva su nombre.
En el año 2010 crea la discográfica Maral Producciones Musicales, sello que ha organizado festivales y conciertos y grabado y editado discos de artistas y grupos como Gato Charro, Héctor Tuya, Látigos Calientes, Carbono 14, Patricia Aguilar, Alfa (Buenas Noches Rose y Le Punk). En sus discos se ha contado con colaboraciones de artistas como Leiva, Juancho Sidecars, El Canijo de Jerez, Juanito Makandé, Chiki Lora, Coque Malla, Rozalén, Fee Reega, Rubén Pozo, César Pop, Begoña Larrañaga, Alfredo González, Nistal, Canco Rodríguez, Rebeca Rods o Jesús Antúnez (Dover).

## Discografía

### Como productor ejecutivo

#### Álbumes
- Ven, de Gato Charro (2010)[7]
- 22 de octubre, de Alfa (2011)[8]
- Hay días, de Fonsi Rock  (2013)
- Carbono 14, de Carbono 14 (2015)[9]
- En un balancín, de Gato Charro  (2016)[10]
- La caja negra, de Héctor Tuya  (2016)[11]
- There's one place, de Dismount  (2016)
- Mundo ilógico, de Patricia Aguilar  (2017)[12]
- Tribulaciones de un circo americano, de Ciudadano Fo  (2019)
- El rock and roll es la única fe verdadera, arrodilláos perros infieles, de Alfredo F. García  (2023)[13]

#### Sencillos y EPs
- Gato Charro, de Gato Charro (2010)[14]
- Señoras y señores, de Látigos Calientes[15][16]  (2011)
- El segundo oficio más viejo del mundo, de Alfa  (2012)[17]
- Que se jodan los vivos, de Alfa  (2012)
- Autorretrato de un hombre invisible, de Alfa  (2013)[18]
- El ocaso de los Cines Luna, de Alfa  (2013)
- Destierro de San Dimas, de Alfa  (2014)[19]
- Santa Cecilia y el Diablo, de Alfa  (2015)[20]
- El predicador eléctrico, de Alfa  (2015)[21]

## Ópera
Ha desarrollado el proyecto Educa más que ópera, bajo la dirección y coordinación de las cantantes de ópera Amanecer Sierra y Ariadna Martínez, contando con la dirección artística del cantante de ópera venezolano, Aquiles Machado. 
- Carmen, de G. Bizet  (Teatro Alcalá de Madrid, 2020)[26]
- El elixir del amor, de Gaetano Donizzeti  (Teatro La Latina de Madrid, Teatro Arriaga de Bilbao, 2021)[27]
- Traviata,  de Guiseppe Verdi (Teatros del Canal, 2022)[28][29]
- Las bodas de Fígaro,  de Wolfgang Amadeus Mozart (Teatros del Canal, 2023)
- Turandot,  de Franco Albano y Giacomo Puccini (Teatros del Canal, 2024)

## Premios
- Premio Tino Casal al Mejor Disco Nacional 2017 por La Caja Negra (Héctor Tuya)[30]
- Premio GAVA Mejor Videoclip 2018 por “Me arrancaré los ojos” (Héctor Tuya)[31]